# Tina Morpurgo
Tina Morpurgo (6 mars 1907 – 1er juin 1944) est une peintre croate originaire de Split,.

## Biographie
Tina Morpurgo est née le 6 mars 1907 à Split dans une famille de notables juifs originaires de Marbourg, en Allemagne,, les Morpurgo. Après le lycée, elle se consacre à la peinture et, en 1931, elle tient sa première exposition où elle expose plus d'une cinquantaine de ses œuvres à l'huile, au tempera et de dessin. En 1932, Morpurgo prend des cours dans une école privée de Trieste. Elle prévoit de poursuivre sa scolarité et de poursuivre sa carrière artistique de Munich, mais en raison de la montée du nazisme et de la crise économique, elle reste dans sa ville natale, et, désabusée, cesse de peindre. En 1943, elle est déportée au camp de concentration de Banjica. Le 1er juin 1944, Morpurgo est tué par des membres des Schutzstaffel. En dépit de ce fait bien connu, sous la Yougoslavie communiste , elle est injustement mise sur la liste des victimes du camp de concentration de Jasenovac, victimes tuées par les Oustachis, pour servir la propagande anti-croate communiste. Cette fausse information est également celle notée par le United States Holocaust Memorial Museum lors d'une massive importation de données non vérifiées. Ses peintures sont sauvées par les membres survivants de sa famille et de ses amis. Ses peintures sont exposées en 1974, à la communauté Juive de Split, à la communauté Juive de Belgrade, et au Musée Historique Juif, à Belgrade, en 1975,,.